# 今治市立図書館
今治市立図書館（いまばりしりつとしょかん）は、愛媛県今治市にある公立図書館である。中央図書館、波方図書館、大西図書館、大三島図書館の4つの市立図書館と移動図書館がある。指定管理者制度を導入しており、TRC今治図書館サポートにより管理されている。

## 本館
今治市立中央図書館は地上3階・地下2階の建物であり、地下2階は倉庫、地下1階は駐車場となっている。図書スペースだけでなく視聴覚室や展示場なども設置されておりボランティアや市民団体の展示会や上映会が開かれている。また3階には自動販売機が設置され休憩スペースとして利用されている。

### 沿革
- 1903年 - 図書縦覧所開設される。
- 1912年 - 図書縦覧所が拡張され、越智郡部会所属図書館となる。
- 1926年 - 今治市立明徳図書館となる。
- 1945年 - 今治大空襲によって全蔵書が焼失。
- 1951年 - 図書館法公布により、今治市立図書館となる。
- 1996年 - 南宝来町にあった図書館が現在地に新築移転される。
- 2005年 - 今治市と11町村との合併により、今治市立図書館が今治市立中央図書館となる。

### 利用案内
- 開館日：第4月曜日、火曜日～日曜日 9:30～19:00
- 休館日：毎週月曜日（第4月曜日を除く）、第3金曜日など。
- 駐車場：98台（地上･地下）

### アクセス
- 鉄道 : JR予讃線今治駅から徒歩で約10分
- バス : 瀬戸内運輸今治図書館前停留所で下車。

## 分館

### 今治市立波方図書館

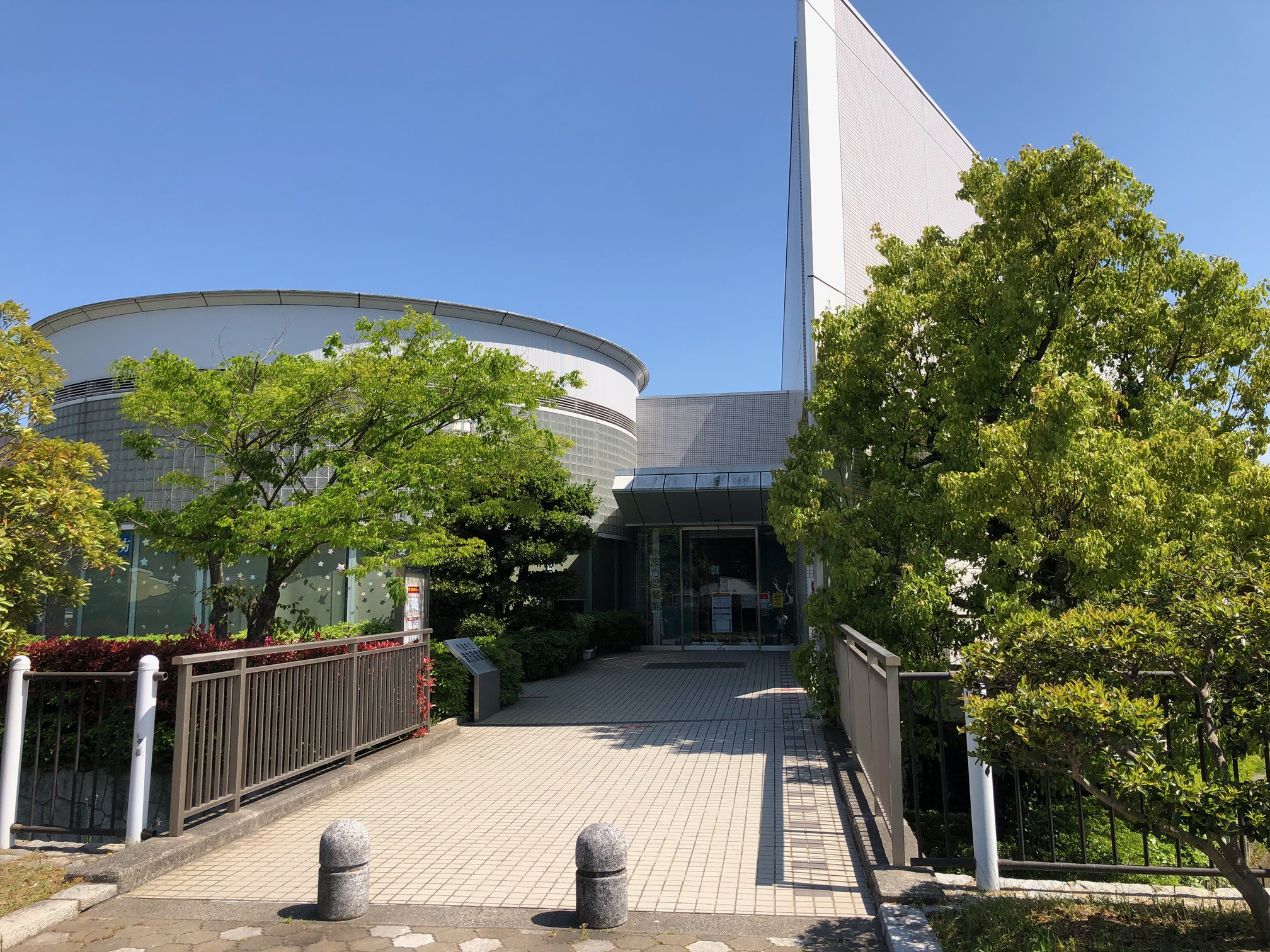
市立波方図書館

今治市立波方図書館は今治市波方町樋口甲72-1に1997年に開館した。建物は地上2階・地下1階建。地下1階は書庫と駐輪場となっている。蔵書数は約11万冊。周辺には今治市役所波方支所、波方公民館、波方中央病院などがある。

#### 利用案内
- 開館日：第4月曜日、火曜日 - 日曜日 10:00-18:00
- 休館日：毎週月曜日（第4月曜日以外）、第3金曜日など
- 駐車場：20台（支所･公民館と共用）

#### アクセス
- JR予讃線波方駅より徒歩で約15分。
- 瀬戸内運輸（バス）「波方支所前」下車して、徒歩で約3分。

### 今治市立大西図書館
今治市立大西図書館は1976年に開館した。大西公民館（3階建て）の1階部分に立地している。2009年に今治市大西町宮脇甲506-1に移転した。蔵書数は約7万冊。2016年（平成28年）4月23日、同年度の「子どもの読書活動優秀実践図書館」として文部科学大臣表彰を受けた。
周辺には今治市役所大西支所、こまどり幼稚園、今治市大西老人福祉センターなどがある。

#### 利用案内
- 開館日 : 火曜日 - 日曜日、10:00-18:00
- 休館日 :毎週月曜日、第3金曜日など

#### アクセス
- 鉄道 : JR予讃線大西駅から徒歩約10分。
- バス : 瀬戸内運輸「大西支所前」停留所下車して徒歩約3分。

### 今治市立大三島図書館

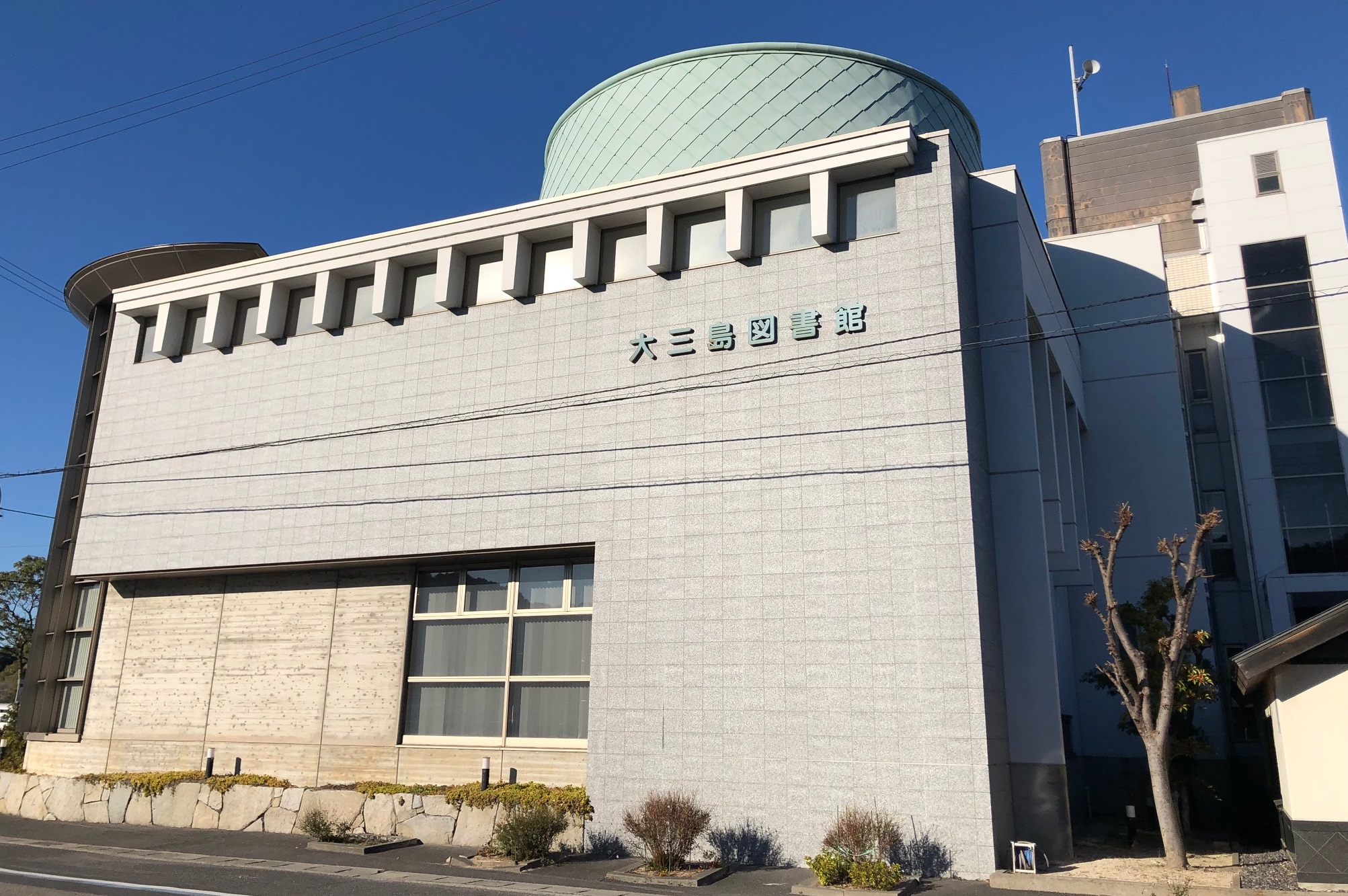
市立大三島図書館

今治市立大三島図書館は今治市大三島町宮浦5713番地に2003年に開館した。蔵書数は約8万冊。建物は地上3階建。
周辺には今治市役所大三島支所や今治市大三島公民館がある。

#### 利用案内
- 開館日：火曜-日曜日、第4月曜日、10:00-18:00
- 休館日：毎週月曜日（第4月曜日以外）、第3金曜日、年末年始休館日、特別整理期間など。
- 駐車場：100台（支所などと共用）

#### アクセス
- バス : 瀬戸内運輸･瀬戸内海交通「宮浦港」停留所で下車して徒歩約1分。
- フェリー : 宮浦港から大三島ブルーライン - 今治・大三島・大崎上島行き

## 移動図書館
市内の公民館、老人福祉施設、市役所の支所（本所など図書館が立地しているところは除く）などを循環している。最大で2500冊の本を積むことができる。

## 指定管理者
- 2008年度-2012年度：今治図書館管理センター（IJC・日立ビルシステム）
- 2013年度-2018年度：TRC今治図書館サポート（図書館流通センター・TRCメンテナンス）